# Miami Gardens (Miami-Dade County)
Miami Gardens is een stad in de buitenwijken van Miami en ligt in Miami-Dade County, Florida.
Volgens schattingen van het U.S. Census Bureau heeft Miami Gardens 100.842 inwoners, hoewel in 2004 is geschat op 105.887 inwoners en volgens de meest recente schattingen van 2007 bedraagt het inwonersaantal 108.862. Miami Gardens is de grootste stad in Florida met een zwarte meerderheid.
Miami Gardens is de thuisbasis van de Miami Dolphins en de Florida Marlins. Beide teams spelen in het Sun Life Stadium.
Sinds 2022 wordt er ook een Formule 1-race gehouden op het Miami International Autodrome rond het Hard Rock Stadium.